# بیمارستان دانشگاه دکتر جورجی استرانسکی
بیمارستان دانشگاه دکتر جورجی استرانسکی (به لاتین: Dr. Georgi Stranski University Hospital) یک بیمارستان در بلغارستان است که در استان پلون واقع شده‌است.